# تيو كلوكنر
تيو كلوكنر (بالألمانية: Theo Klöckner)‏ (29 سبتمبر 1934 بألمانيا - ) هو لاعب كرة قدم ألماني في مركز الهجوم. شارك مع منتخب ألمانيا لكرة القدم. أما مع النوادي، فقد لعب مع شبيلدورف وشفارز فيس إسين وفيردر بريمن.

## وصلات خارجية
- ثيو كلوكنر على موقع قاعدة بيانات كرة القدم.إي يو (الإنجليزية)
- ثيو كلوكنر على موقع بيانات كرة القدم. دي إي (الألمانية)
- ثيو كلوكنر على موقع ناشيونال فوتبول تيمز (الإنجليزية)
- ثيو كلوكنر على موقع عالم كرة القدم.نت (الإنجليزية)